# Togoland britannique
1916–1956
Entités précédentes :
- Togoland

Entités suivantes :
- Côte-de-l'Or britannique

Le Togoland britannique (en anglais : British Togoland) était un territoire sous mandat puis sous tutelle britannique de la Société des Nations, puis des Nations unies. Il correspond à une partie de l'actuel Ghana en Afrique. Sa capitale était Ho.

## Histoire
Le Togoland est un protectorat allemand de 1884 à 1916. Dès le début de la Première Guerre mondiale, le 26 août 1914, il est envahi par la France et Royaume-Uni, il tombe en cinq jours.
Après le conflit, la Société des Nations attribue deux mandats de classe B :
- Togo occidental ou Togoland britannique  au Royaume-Uni ;
- Togo oriental ou Togoland français (1916-1960) à la France, qui devint par la suite le Togo.

Après la Seconde Guerre mondiale, le mandat devient un territoire sous tutelle des Nations unies, toujours administré par le Royaume-Uni.
Durant le mandat et la période de tutelle, le Togoland britannique est administré avec la colonie britannique voisine de la Côte-de-l'Or, cette zone est appelée Trans-Volta Togo (TVT).
En 1954, le gouvernement britannique informe les Nations unies qu'il serait dans l'impossibilité d'administrer le territoire sous tutelle après l'indépendance ghanéenne. En réponse, en décembre 1955, l'Assemblée générale des Nations unies adopte une résolution conseillant le gouvernement britannique d'organiser un référendum sur l'avenir du Togoland britannique. Le 9 mai 1956, cette consultation a lieu sous la supervision des Nations unies, 58 % des électeurs inscrits optent pour l'indépendance et l'intégration de la Côte-de-l'Or. Le 13 décembre 1956, cette unification est mis en application. La création d'une entité unique devenant la nouvelle nation indépendante du Ghana, a lieu le 6 mars 1957.
Le Togo oriental, indépendant depuis 1960 revendique depuis, sans insistance, le rattachement du Togo Occidental, pour une éventuelle réunification.

### Sources
- (en) Cet article est partiellement ou en totalité issu de l’article de Wikipédia en anglais intitulé « British Togoland » (voir la liste des auteurs).